# Robert Palmer (chanteur)
Pour les articles homonymes, voir Robert Palmer et Palmer.
Robert Palmer est un chanteur britannique né le 19 janvier 1949 à Batley, dans le comté du Yorkshire de l'Ouest, en Angleterre et mort le 26 septembre 2003 dans le 8e arrondissement de Paris.
Il est notamment connu pour sa voix de rocker et ses mélanges musicaux sur des albums, combinant la musique soul, le jazz, le rock, la new wave, le reggae ou encore le blues, avec des succès comme Every Kinda People, Johnny and Mary, Addicted to Love ou I'll Be Your Baby Tonight en duo avec le groupe UB40.

## Biographie

### Carrière
Plus jeune, Robert Palmer fait partie du groupe Vinegar Joe, avec notamment Elkie Brooks et Alan Powell. Il se lance en solo en 1974, et connaît un petit succès avec Sneakin' Sally through the Alley.
Son premier grand succès international arrive en mai 1978 avec le titre Every Kinda People, un succès prolongé par la reprise de la chanson dans une publicité pour la bière Heineken dans les années 1980.
Parmi ses autres tubes on compte Best Of Both Worlds en 1978, Johnny and Mary en 1980 (single vendu à 459 000 exemplaires en France) et Looking for Clues en 1981 (single vendu à 332 000 exemplaires en France).
En 1985, il intègre le supergroupe The Power Station.
En 1986, Robert Palmer rencontre un nouveau grand succès avec son titre Addicted to Love.

### Vie privée et mort
Robert Palmer meurt le 26 septembre 2003, à l'âge de 54 ans d'une crise cardiaque à Paris à l'hôtel « Le Warwick », 5, rue de Berri. Il est inhumé au cimetière communal de la ville de Lugano en Suisse, où il habitait depuis 1987.
Il a toujours assuré n'avoir jamais été attiré par les excès du rock et de la célébrité. Il était cependant un grand consommateur de tabac : il fumait plus de 60 cigarettes par jour depuis l'âge de 21 ans. Son ami de longue date Alan Powell (alias Jo Allen, batteur et auteur de chansons) dira : « C'est la cigarette qui l'a tué. »

## Discographie

### Vinegar Joe
- Vinegar Joe (1972)
- Rock'n Roll Gypsies (1972)
- Six Star General (1973)

### Albums solo
- Sneakin' Sally Through The Alley (1974)
- Pressure Drop (1975)
- Some People Can Do What They Like (1976)
- Double Fun (1978)
- Secrets (1979)
- Clues (1980)
- Maybe It's Live (1982)
- Pride (1983)
- Riptide (1985)
- Heavy Nova (1988)
- Don't Explain  (1990)
- Ridin' High (1992)
- Honey (1994)
- Rhythm & Blues (1999)
- Live At The Apollo (2001)
- Drive (2003)
- Robert Palmer At The BBC (2010)

### The Power Station
- The Power Station (1985)
- Living In Fear (1996)

### Compilations
- The Early Years - The Alan Bown (1987)
- Addictions Vol. 1 (1989)
- Addictions Vol. 2 (1992)
- Six Star Gypsies - Vinegar Joe (1993)
- The Very Best Of Robert Palmer (1995)
- Woke Up Laughing (1998)
- Master Series (1999)
- The Best Of Robert Palmer (1999)
- Classic Robert Palmer (2000)
- Addicted To Love (2000)
- Premium Gold Collection (2000)
- Simply Irresistible (2000)
- The Essential Selection (2000)
- Some Guys Have All The Luck (2002)
- Best Of Both Worlds (2002)
- At His Very Best (2002)
- The Best Of The Power Station - The Power Station (2003)
- Speed Queen Of Ventura - Vinegar Joe (2003)
- The Ultimate Collection (2003)
- Johnny And Mary (2003)
- The Very Best Of The Island Years (2005)
- Addicted To Love (2006)
- Live At The Apollo (2006)
- Gold (2006)
- The Very Best Of Robert Palmer (2006)
- The Best Of Robert Palmer (2006)
- Gold (2007)
- The Silver Collection (2007)
- Island Years 1974-1985 (2007)
- Platinum (2007)
- Essential (2008)